# Tiger Woods PGA Tour 14
Tiger Woods PGA Tour 14 es un videojuego de deportes desarrollado por EA Tiburon y publicado por EA Sports para Xbox 360 y PlayStation 3. Es el último juego que presenta a Tiger Woods en el título de la serie de videojuegos.

## Características
Tiger Woods PGA Tour 14 incluye el modo Legends of the Majors, donde los jugadores pueden competir en torneos desde la década de 1870 hasta la actualidad. La física del equipo y la vestimenta de los jugadores se cambian para simular las condiciones y diferencias de cada época. Los eventos de la LPGA, como el Kraft Nabisco Championship, se introdujeron en el modo Carrera por primera vez, y también aparecen los cuatro principales campeonatos de golf masculinos. Los clubes de campo ahora podrán albergar hasta 100 miembros, y se incluye un ciclo de día / noche personalizable. También se agregó un nuevo modo "Torneo rápido", que simula solo la ronda final de un torneo.
Por primera vez en la serie, Tiger Woods PGA Tour 14 agrega soporte para los playoffs del torneo. Los desarrolladores de Tiburón consideraron que el apoyo a los playoffs estaba "muy atrasado", ya que cada major masculino usa un formato de playoffs diferente. Debido a las complejas licencias de los jugadores y los resultados de los playoffs, no se muestran los golpes de otros jugadores.
Los atletas de portada de la versión norteamericana de Tiger Woods PGA Tour 14 son Tiger Woods y Arnold Palmer. El caso europeo presenta a Seve Ballesteros y Rory McIlroy junto a Woods. Todos se pueden jugar en el juego, junto con otros 25 golfistas, incluidos los principiantes Keegan Bradley, Bud Cauley, Stacy Lewis y Lexi Thompson. Tiger Woods PGA Tour 14 Standard Edition incluye 20 campos con el juego principal. La Masters Historic Edition del juego tiene seis campos adicionales. Se lanzaron más cursos como contenido descargable. Tiger Woods PGA Tour 14 cuenta con 21 torneos PGA Tour y LPGA Tour con licencia oficial.

## Recepción
Tiger Woods PGA Tour 14 recibió críticas "mixtas o promedio" y "generalmente favorables", según el agregador de reseñas Metacritic.
Digital Spy le dio a la versión de PlayStation 3 una puntuación de cuatro estrellas sobre cinco y lo calificó como "un muy buen juego de golf, que claramente mejora el esfuerzo del año pasado sin alterar drásticamente la experiencia. Con más campos, golfistas, estilos de swing mejorados, un mejor el modo historia y el aumento de las opciones online, sería difícil no recomendar el juego a los aficionados al golf ". The Guardian le dio a la misma versión una puntuación similar de cuatro estrellas sobre cinco, diciendo: "Este año se basa en esa evolución silenciosa, pero también trae una gran cantidad de adiciones nuevas y emocionantes, con el modo Legends of the Majors por sí solo, lo que lo convierte en una compra que vale la pena". National Post, sin embargo, le dio a la misma versión una puntuación de 7.5 sobre 10, diciendo: "No hay duda de que Tiger Woods PGA Tour 14 es la simulación de golf más profunda y auténtica disponible actualmente ... Solo tenga en cuenta que el alcance de su las alteraciones y mejoras se asimilan mejor a un chip que a un disco del tamaño de John Daly ". The Digital Fix le dio a la versión de Xbox 360 una puntuación de 7 sobre 10, indicando: "Si eres fanático de la franquicia, entonces sabes lo que obtienes con una nueva versión y si eres un novato, entonces esta es una buena opción. lugar como cualquiera para empezar ". The Daily Telegraph le dio a la misma versión tres estrellas de cinco, afirmando: "Para crédito de EA, Tiger Woods PGA Tour 14, como todos los juegos del PGA Tour anteriores, sigue siendo un juego muy bueno. Pero quizás la próxima generación inminente de las consolas verá la serie recibiendo la revisión que necesita ".